# Jeremy Rifkin
Jeremy Rifkin (Denver, Colorado, 26 de gener de 1945) és un sociòleg, economista, escriptor, orador, assessor polític i activista nord-americà. Rifkin investiga l'impacte dels canvis científics i tecnològics en l'economia, en la força de treball, en la societat i en el medi ambient. Un dels seus llibres de més èxit i reconeixement és The End of Work, de 1995.

## Dades biogràfiques
Rifkin és llicenciat en Economia per l'Escola Wharton de Finances i Comerç de la Universitat de Pennsilvània i en Relacions Internacionals per la Fletcher School of Law and Diplomacy. És professor de l'Escola Wharton de Finances i Comerç i president de la Foundation on Economic Trends, amb seu a Washington, una fundació que estudia les tendències econòmiques contemporànies.

### Joventut i Educació
Rifkin va nàixer a la ciutat de Denver, fill de Vivette Ravel Rifkin i de Milton Rifkin, un fabricant de bosses de plàstic. Va créixer, però, en la part sud-oest de la ciutat de Chicago. Fou el primer de la seva classe que es va graduar a l'Escola Wharton de la Universitat de Pennsilvània i el destinatari del Premi General de l'Associació d'Antics Alumnes de l'Escola de Mèrit.
Quedà impressionat quan un dia de l'any 1966 va passar per davant d'un grup d'estudiants que havien muntat un piquet per protestar contra la guerra del Vietnam en un edifici de l'administració, i es va sorprendre en veure, com ell recorda, que «els meus amics de fraternitat els estaven copejant salvatgement. Em va molestar molt». L'endemà va organitzar una manifestació per la llibertat d'expressió. A partir de llavors, Rifkin es va convertir ràpidament en un membre actiu del moviment per la pau.
Va assistir a l'Escola Fletcher de Dret i Diplomàcia de la Universitat Tufts, on va continuar les accions contra la guerra. Més tard es va unir als Voluntaris al Servei d'Amèrica.

### Dècada dels anys setanta
El 1973, Rifkin va organitzar una protesta massiva contra les
companyies petrolieres en la commemoració del bicentenari del Motí del Te de Boston. Milers de persones es van unir a la
protesta al port de Boston, mentre els activistes llançaven a l'aigua barrils de petroli buits. La protesta es va produir arran de l'augment del
preu de la gasolina la tardor de 1972, després de l'embargament petrolier de l'OPEP. Aquella vesprada va ser anomenada «Party Oil Boston» per la premsa.
El 1977, amb Ted Howard, creà la Fundació de Tendències Econòmiques (FOET, per les sigles en anglès), la qual està activa en afers nacionals i internacionals de
polítiques públiques relacionades amb el medi ambient, l'economia i el
canvi climàtic. FOET examina les noves tendències i els seus impactes en
el medi ambient, l'economia, la cultura i la societat, i s'involucra
en litigis, en l'educació pública, i en organitzar activitats per avançar en els seus objectius.
Rifkin es va convertir en un dels primers grans crítics de la
indústria biotecnològica naixent amb la publicació, el 1977, del seu llibre, Who Should Play God?

### Els anys vuitanta
L'obra de Rifkin titulada Entropy (1980) analitza com l'entropia s'aplica a l'energia nuclear i a la solar, a l'ordenació urbana, a l'activitat militar, a l'educació, a l'agricultura, a la salut, a l'economia i a la política. Aquesta percepció sobre la nostra societat va ser qualificada per la premsa com «una cosmovisió comprensiva», i l'autor «un successor digne de Primavera silenciosa (de Rachel Carson), d'El cercle que es tanca (de Barry Commoner), d'Els límits del creixement (del MIT), i d'El petit és bell: economia com si la gent importés (d'Ernst Friedrich Schumacher) pel Minneapolis Tribune.
El 1988, Rifkin va reunir a científics del clima i ambientalistes de trenta-cinc països a Washington DC, per a la primera reunió de la Global Greenhouse Network. I aquest mateix any, Rifkin va pronunciar una sèrie de conferències a Hollywood sobre l'escalfament global i el medi ambient, amb l'objectiu d'organitzar una gran campanya informativa. Poc després, es creaven dues organitzacions ambientalistes a Hollywood: Earth Communications Office (ECO) i Environmental Media Association (EMA).

### Els anys noranta
El 1992, Rifkin va llançar la campanya «Beyond Beef», una coalició de sis
grups ecologistes, inclosos Greenpeace, Rainforest Action Network i
Public Citizen, amb l'objectiu d'arribar a una reducció del 50% en
el consum de carn de boví, amb l'argument que les emissions de
metà del bestiar tenen un efecte hivernacle d'entre 23 i 50 vegades major que el
diòxid de carboni.
El seu llibre de 1995, The End of Work, ha ajudat
a obrir un debat mundial sobre l'automatització, el
paper de la tecnologia a les empreses i el
futur dels llocs de treball. L'any 2011, en informar sobre la creixent
controvèrsia al voltant de l'automatització i la telemàtica, The Economist va assenyalar que Jeremy Rifkin cridava l'atenció sobre
les darreres tendències el 1995, amb la publicació del seu llibre The End of Work. The Economist va preguntar: «què passa quan les
màquines són prou intel·ligents per convertir-se en
treballadors? En altres paraules, quan el capital es converteix en mà
d'obra?». The Economist va assenyalar que «això és el que Jeremy Rifkin, un
crític social, tractava en el seu llibre The End of Work, publicat
el 1995. El Sr. Rifkin argumentà profèticament que la societat
estava entrant en una nova fase, en la qual són necessaris cada vegada
menys treballadors per produir tots els béns i serveis
que consumim. "Els propers anys", va escriure, "les tecnologies de
programació informàtica més sofisticades portaran la civilització cada vegada més cap a un món gairebé sense treball. El procés ja s'ha encetat"».
El seu llibre de 1998, The Biotech Century, s'ocupa de
qüestions que acompanyen la nova era del comerç genètic. En
la seva ressenya del llibre, la revista Nature va observar que «Rifkin fa el seu millor treball en cridar l'atenció sobre el creixent conjunt de
perills reals i potencials i la problemàtica ètica plantejada per les
biotecnologies. En un moment en què les institucions científiques estan lluitant per la divulgació de la ciència, es pot comprendre l'èxit de Rifkin com a comunicador públic sobre les tendències científiques i tecnològiques».

### Any 2000 i posteriors
Després de la publicació de The Hidrogen Economy, Rifkin
treballà tant als EUA com a Europa per avançar en la consideració política
de l'hidrogen com a energia renovable. Als EUA, Rifkin va ser clau
en la fundació de la Coalició d'Hidrogen Verd, que consta de tretze
organitzacions ambientalistes i polítiques compromeses amb
la construcció d'una economia basada en l'hidrogen renovable. El seu
llibre de 2004, The European Dream, va ser un èxit de vendes internacional i va guanyar el Premi Corine Internacional a Alemanya per al
millor llibre d'economia de l'any 2005.
Rifkin és el principal artífex del pla Tercera revolució industrial, sobre sostenibilitat econòmica a llarg termini, per fer front
al triple repte de la crisi econòmica global, la seguretat energètica i
el canvi climàtic. El pla va ser aprovat
formalment pel Parlament Europeu el 2007 i ara està essent
implementat per diversos organismes de la Comissió Europea. En els últims trenta cinc anys, Rifkin ha
donat conferències a moltes companyies importants, així com a
centenars de governs, organitzacions de la societat civil i universitats.
Rifkin és el fundador i president de la Third Industrial Revolutioni Global CEO Business Roundtable, que comprèn més de 100 de les
majors empreses del món capdavanteres en energies renovables, empreses
constructores, estudis d'arquitectura, empreses immobiliàries,
empreses d'energia, serveis públics, transport i logística. L'equip de desenvolupament econòmic
global de Rifkin està treballant amb les ciutats, les regions i els
governs nacionals per elaborar plans mestres per a la transició de
les seves economies cap a les infraestructures de la Tercera revolució
industrial post-carboni. El 2009, Rifkin i el seu equip van desenvolupar
plans mestres per a les ciutats de Sant Antonio (Texas) i Roma (Itàlia), per a la transició de les seves economies
urbanes al món posterior a l'ús dels combustibles fòssils.

### Anys 2011 i 2012
El 2011, Rifkin publicava Third Industrial Revolution, on s'exposa com l'energia i l'economia estan transformant el món. El llibre va ser un èxit i ha estat traduït a
quinze idiomes. El 2013, se'n van vendre 100.000 còpies només a la Xina.
El 2011, la Tercera revolució industrial i el pla de
desenvolupament econòmic de Rifkin va ser abraçat per l'Organització de les Nacions Unides per al Desenvolupament Industrial (ONUDI). Citant al Dr. Kandeh K. Yumkella,
Director General de l'ONU i president de l'Energia: «una estratègia
de provocació per a la transformació del sistema energètic global.
Aquest llibre pot ajudar a emmarcar les solucions socials i econòmiques
dels 1500 milions de persones més pobres que manquen d'accés a
l'aigua potable, de serveis bàsics i eficients d'energia». Parlant
al costat del Rifkin, en una conferència de premsa conjunta en
la bianual ONUDI, en 2011, Yumkella digué:
«Creiem que estem al començament d'una Tercera revolució industrial
i vull que tots els països membres de la ONUDI escoltin el
missatge i la pregunta clau, com s'aplica això a les nostres economies,
com podem ser part d'aquesta revolució, i per descomptat, com
compartir el coneixement, el capital social i les inversions a tot el món
per fer aquesta revolució realment succeeixi».
Jeremy Rifkin va pronunciar un discurs en la Cimera Global Verda el
10 de maig de 2012, La conferència fou organitzada pel Govern de la
República de Corea i l'Institut Global de Creixement Verd, en
associació amb l'Organització per a la Cooperació i el Desenvolupament Econòmic del Programa de les Nacions Unides. El president Lee Myung-bak
de Corea del Sud també feu un discurs en la conferència i donà suport a Tercera revolució industrial per promoure una economia verda.
El 29 de maig de 2012, Rifkin va pronunciar el discurs principal en
la Conferència de la Comissió Europea «Missió Creixement: Europa davant la nova Revolució Industrial». En la conferència, organitzada
per José Manuel Barroso, President de la Comissió Europea, i Antonio Tajani, Vicepresident de la Comissió Europea i el Ministeri d'Indústria
i Empresa, Rifkin presentà el pla de desenvolupament de
la Unió Europea a llarg termini per a la transició econòmica de l'economia
europea cap a l'era de la Tercera revolució industrial.
Al desembre de 2012, Bloomberg Businessweek informava que el primer
ministre electe de la Xina, Li Keqiang és un «fan» de Jeremy Rifkin i «havia
dit als seus acadèmics estatals que prestaren molta atenció» al llibre
de Rifkin, Third Industrial Revolution.
Rifkin va rebre el Premi d'Amèrica de la Italy-USA Foundation el
2012. En l'actualitat treballa en una oficina a Bethesda (Maryland), un
suburbi de Washington DC.

### 2013
El 2013, la regió septentrional francesa de Nord-Pas-de-Calais va contractar Rifkin i el seu equip per desenvolupar un pla mestre per ajudar a la transició de la regió a un paradigma econòmic pròsper i sostenible. Kazakhstan també contractà Rifkin per desenvolupar una estratègia d'economia verda i ajudar amb la planificació de l'Expo 2017.

### Consultor polític
Rifkin ha assessorat tant a la Comissió Europea com al Parlament Europeu. Rifkin també ha assessorat a José Luis Rodríguez Zapatero durant la seva presidència de la Unió Europea. Rifkin també va exercir com a assessor de la cancellera alemanya, Angela Merkel, del primer ministre de Portugal José Sòcrates, del president francès Nicolas Sarkozy i del primer ministre Janez Janša d'Eslovènia, durant les seves respectives presidències del Consell Europeu, en temes relacionats amb l'economia, el canvi climàtic i la seguretat energètica. Rifkin està treballant amb les autoritats europees en un pla de desenvolupament econòmic industrial a llarg termini en la Unió Europea.

### Divulgador i escriptor

#### La fi del treball

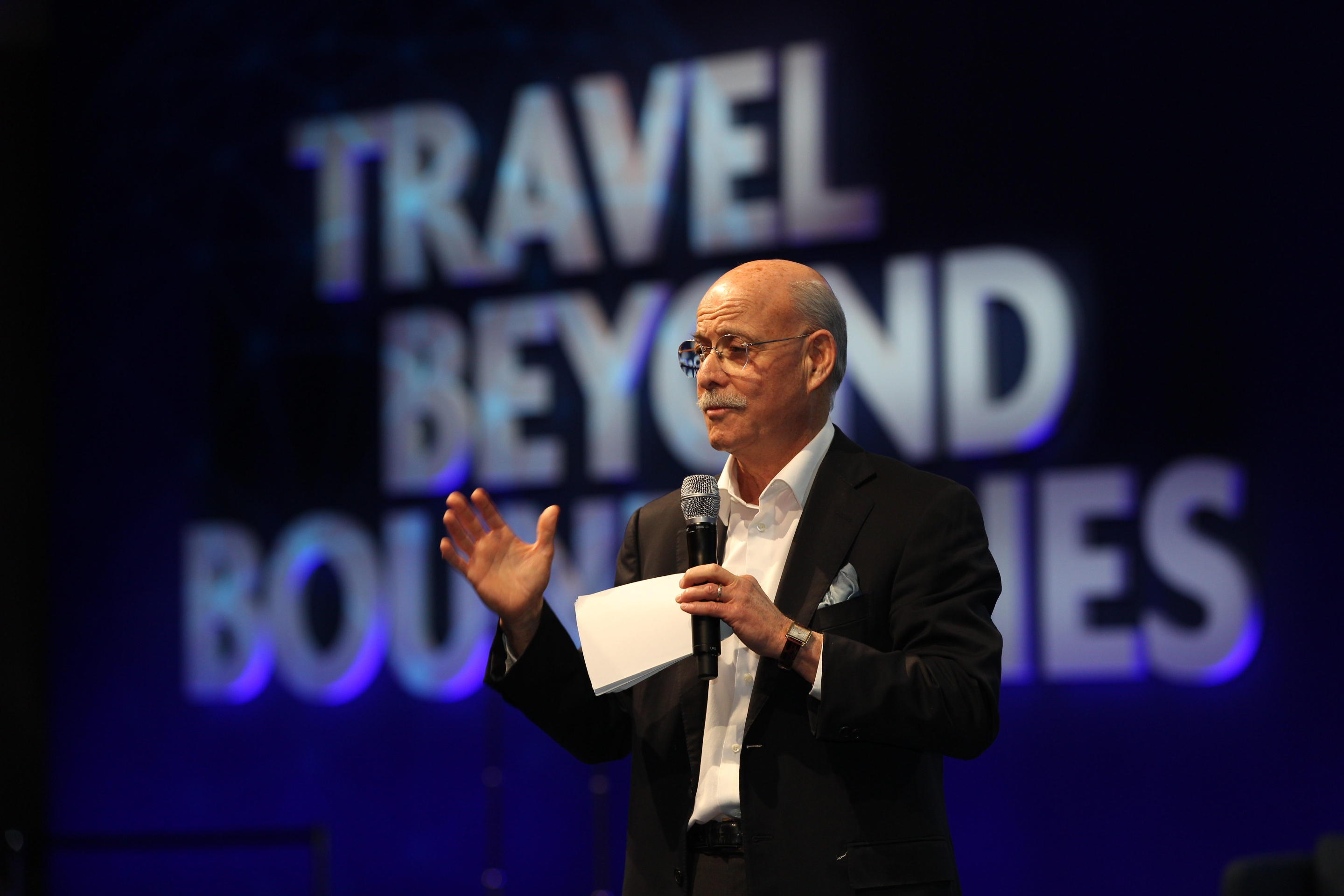
Jeremy Rifkin

El 1995, el seu llibre The End of Work es va constituir en un best-seller, punt obligat de referència i objecte de fortes controvèrsies, tant en àmbits polítics com acadèmics.
Planteja que la fi del treball és inevitable, en raó de la globalització i de les noves tecnologies de la informació i la comunicació que poden augmentar la productivitat ràpidament. Això portaria com a conseqüència una alta desocupació estructural que exigeix mesures més enllà de la tradicional flexibilitat laboral, com són la necessària reducció de la jornada de treball, la potenciació de l'economia social o tercer sector (diferent de l'Estat i del mercat, que generi noves ocupacions i una nova economia) a més de posar en marxa la renda bàsica.

#### L'Economia de l'hidrogen
En relació amb l'emergent economia de l'hidrogen, aposta per replantejar-se el sistema econòmic que esgota els recursos naturals. En el seu llibre The Hidrogen Economy defensa la idea d'un model econòmic basat en la producció d'hidrogen i el seu ús com a energia alternativa als combustibles fòssils (vehicles d'hidrogen i altres tecnologies de l'hidrogen).

## Obres principals publicades
- 2014, La sociedad de coste marginal zero (Ediciones Paidós)
- 2011, La Tercera Revolución Industrial
- 2010, La civilitzación empàtica Editorial Paidós. ISBN 978-84-493-2356-0
- 2004, The European Dream: How Europe's Vision of the Future is Quietly Eclipsing the American Dream, Jeremy P. Tarcher, ISBN 1-58542-345-9
- 2002, The Hydrogen Economy: The Creation of the Worldwide Energy Web and the Redistribution of Power on Earth, Jeremy P. Tarcher, ISBN 1-58542-193-6
- 2000, The Age Of Access: The New Culture of Hypercapitalism, Where All of Life is a Paid-For Experience, Putnam Publishing Group, ISBN 1-58542-018-2
- 1999, El siglo de la biotecnología
- 1998, The Biotech Century: Harnessing the Gene and Remaking the World, J P Tarcher, ISBN 0-87477-909-X
- 1995, The End of Work: The Decline of the Global Labor Force and the Dawn of the Post-Market Era, Putnam Publishing Group, ISBN 0-87477-779-8
- 1992, Beyond Beef: The Rise and Fall of the Cattle Culture, I. P. Dutton, ISBN 0-525-93420-0
- 1992, Voting Green: Your Complete Environmental Guide to Making Political Choices In The 90s, with Carol Grunewald Rifkin, Main Street Books, ISBN 0-385-41917-1
- 1991, Biosphere Politics: A New Consciousness for a New Century, Crown, ISBN 0-517-57746-1
- 1990, The Green Lifestyle Handbook: 1001 Ways to Heal the Earth (edited by Rifkin), Henry Holt & Co, ISBN 0-8050-1369-5
- 1987, Time Wars: The Primary Conflict In Human History, Henry Holt & Co, ISBN 0-8050-0377-0
- 1985, Declaration of a Heretic, Routledge & Kegan Paul Books, Ltd, ISBN 0-7102-0709-3
- 1983, Algeny: A New Word—A New World, en col·laboració amb Nicanor Perles, Viking Press, ISBN 0-670-10885-5
- 1980, Entropy: A New World View, amb Ted Howard (afterword by Nicholas Georgescu-Roegen), Viking Press, ISBN 0-670-29717-8
- 1979, The Emerging Order: God in the Age of Scarcity, amb Ted Howard, Putnam, ISBN B0006DCHX4
- 1978, The North Will Rise Again: Pensions, Politics and Power in the 1980s, amb Randy Barber, Beacon Press, ISBN 0-8070-4787-2
- 1977, Own Your Own Job: Economic Democracy for Working Americans
- 1977, Who Should Play God? The Artificial Creation of Life and What it Means for the Future of the Human, amb Ted Howard, Dell Publishing Co., ISBN 0-440-19504-7
- 1975, Common Sense II: The case against corporate tyranny, Bantam Books
- 1973, How to Commit Revolution American Style, amb John Rossen, Lyle Stuart Inc., ISBN 0-8184-0041-2